# Autobicicletta Brevettata Rodolfi Alfeo
A Autobicicletta Brevettata Rodolfi Alfeo (ABRA) foi uma empresa italiana de motocicletas. Fundada em 1923 em Bologna, Itália a empresa produzia motocicletas leves com motores da empresa alemã DKW. Estes motores possuíam 123 cc de capacidade cúbica.